# 異裂峽魮
異裂峽魮（学名：Hampala dispar）为輻鰭魚綱鯉形目鲤科的其中一種，分布於亞洲湄公河流域，為特有種，本魚體紡錘形，體色銀色，成魚背鰭基底下面有一個圓黑斑，尾鰭灰色且叉形，眼大，側線明顯，被大鱗，體長可達35公分。棲息在水流緩慢或靜止的水域，成小群在茂密的植物活動，屬肉食性，以蝦、螃蟹、昆蟲與其他魚類，可做為食用魚。